# Traudl Herrhausen
Waltraud „Traudl“ Herrhausen (* 15. Mai 1943 in Dornbirn als Waltraud Baumgartner) ist eine deutsche Politikerin (CDU). Sie war 12 Jahre lang Abgeordnete des Hessischen Landtags. Sie war verheiratet mit dem 1989 ermordeten Vorstandssprecher der Deutschen Bank Alfred Herrhausen.

## Herkunft
Ihre ersten Lebensjahre verbrachte sie in Dornbirn. Ihre Mutter Elisabeth (vulgo Elly) Hämmerle (1903–1991) – in zweiter Ehe verheiratet mit dem Chirurgen Wolfgang Baumgartner (1907–1991) – war die Enkeltochter des Textilindustriellen Viktor Hämmerle (1855–1946), ihr Großonkel war Otto Hämmerle und ihr Urgroßvater Franz Martin Hämmerle, der Gründer der F.M. Hämmerle, des ehemals größten Textilunternehmens Österreichs, von dessen Holding Herrhausen in den Jahren 2003 bis 2013 die Vorsitzende des Aufsichtsrates war.

## Ausbildung und Beruf
Von 1961 bis 1966 studierte sie an der Hochschule für Welthandel in Wien, wo sie mit der Diplom-Prüfung zum Diplom-Kaufmann abschloss. Nach erster beruflicher Tätigkeit begann sie 1971 das Medizinstudium in Innsbruck.
Im Jahr 1980 legte sie ihre Ärztliche Prüfung ab und war 1986/1987 als Assistenzärztin in der Chirurgischen Universitätsklinik in Frankfurt am Main tätig.

## Politik
Von 1991 bis zum 31. März 2003 war sie Mitglied des Hessischen Landtags, in dem sie als hochschulpolitische Sprecherin der CDU-Fraktion und unter anderem im Ausschuss für Wissenschaft und Kunst tätig war.

## Sonstige Ämter
Im obersten Gremium der Privaten Universität Witten/Herdecke, dem Direktorium, ist Traudl Herrhausen langjähriges Mitglied.
Seit 2002 ist Traudl Herrhausen Vorsitzende des Kuratoriums des Zentrum für Angewandte Kulturwissenschaft und Studium Generale der Universität Karlsruhe. In dieser Funktion trägt sie zusammen mit der Direktion die Verantwortung für die Entwicklung des Bereichs Angewandte Kulturwissenschaft.
Traudl Herrhausen ist seit April 2003 als Mitglied in den Hochschulrat der Technischen Universität Darmstadt und seit Juli 2003 in den neuen Hochschulrat der Medizinischen Hochschule Hannover berufen. Ebenfalls 2003 wurde sie in das Kuratorium des Deutschen Rheuma-Forschungszentrums in Berlin gewählt.
Seit 2004 ist Traudl Herrhausen Mitglied von zwei der neu gegründeten Kuratorien der Max-Planck-Gesellschaft: Des Kuratoriums des Max-Planck-Instituts für europäische Rechtsgeschichte und des Kuratoriums des Max-Planck-Instituts für Hirnforschung, beide in Frankfurt. Von 2009 bis Juli 2014 gehörte Traudl Herrhausen der Jury des damaligen „Finanzforum Vordenken“ an, die den Vordenker-Preis vergibt.
Über zwölf Jahre war Frau Herrhausen Vorstandsmitglied der Deutschen Multiple Sklerose Gesellschaft, Landesverband Hessen.

## Ehrungen
Traudl Herrhausen wurde am 15. Februar 2002 die Ehrenbürgerwürde der Universität Kassel verliehen. 2010 erhielt sie das Bundesverdienstkreuz I. Klasse, 2019 die Leibniz-Medaille der Berlin-Brandenburgischen Akademie der Wissenschaften.

## Persönliches
1977 heiratete sie in Innsbruck Alfred Herrhausen, Vorstandsmitglied und ab 1988 alleiniger Vorstandssprecher der Deutschen Bank, der am 30. November 1989 durch ein Bombenattentat getötet wurde. Im Jahr 2001 erschien der Dokumentarfilm Black Box BRD von Andres Veiel, in dem sie die Geschichte des Mordes an ihrem Ehemann aus ihrer Perspektive erzählte.
Traudl Herrhausen lebt in Bad Homburg vor der Höhe.